# Przybyszewszczyzna
Przybyszewszczyzna – termin wywodzący się od nazwiska polskiego pisarza i dramaturga Stanisława Przybyszewskiego określający tendencję do nadmiernej stylizacji na prozę poetycką, zamiłowanie do przywoływania tematyki parafilii, satanizmu czy chorób umysłowych.
Przybyszewszczyzna widoczna jest w twórczości wielu poetów młodopolskich – zwłaszcza z pierwszego okresu trwania epoki, kiedy to autor Confiteora cieszył się w Polsce ogromną sławą i popularnością. Przybyszewszczyzna spotkała się wówczas z uznaniem zarówno czytelników jak i recenzentów, choć pojawiały się również głosy krytyczne min. Tadeusza Boya-Żeleńskiego, Stanisława Brzozowskiego czy Antoniego Langego.
Wraz ze zmianą mód literackich termin ten nabrał znaczenia negatywnego, określając wzór tych wszystkich tendencji, które spychały młodych twórców w odtwórczość, grafomanię i przerost formy nad treścią.